# Mòng biển Inca
Mòng biển Inca (Larosterna inca) là một loài chim trong họ Laridae.
Loài chim biển này chủ yếu sinh sống tại các vùng biển ở Peru và Chile. Chúng có lông màu xám, chân và mỏ màu vàng cam, đặc biệt có hai hàng ria trắng nối dài từ phần mỏ. Hiện nay, chỉ còn khoảng 150.000 cá thể do môi trường sống bị đe dọa nghiêm trọng.
Mòng biển Inca sinh sản trên những vách đá. Chúng xây tổ trong các hang rỗng hoặc đôi khi dùng tổ cũ của chim cánh cụt Humboldt, và đẻ một hoặc hai quả trứng. Những quả trứng được ấp trong khoảng 4 tuần, và chim non rời tổ sau 7 tuần.